# Jeffrey Evans, 4. Baron Mountevans

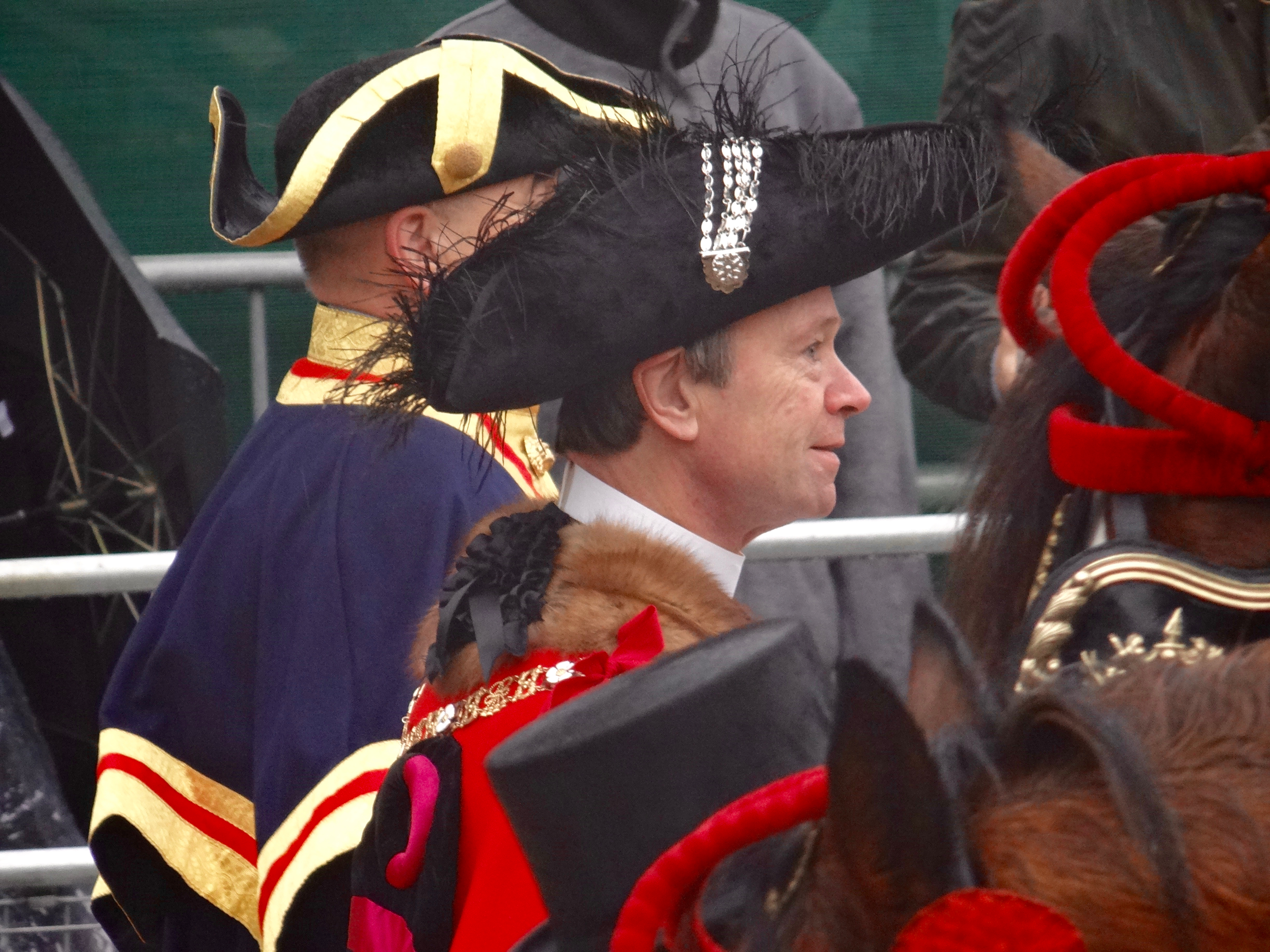
Lord Mayor Mountevans bei der Lord Mayor's Show (2015)

Jeffrey Richard de Corban Evans, 4. Baron Mountevans, (* 13. Mai 1948 in Göteborg, Schweden) ist ein britischer Peer und Schiffsmakler. Er war für das Jahr 2015/2016 Lord Mayor of London.

## Leben
Er ist der zweitgeborene Sohn des 1974 verstorbenen Richard Evans, 2. Baron Mountevans. Beim Tod seines älteren Bruders Broke Evans, 3. Baron Mountevans, am 21. Dezember 2014 erbte er von ihm den Adelstitel Baron Mountevans, der 1945 in der Peerage of the United Kingdom für seinen Großvater Admiral Edward Evans, 1. Baron Mountevans geschaffen worden war.
Evans besuchte das Pangbourne Nautical College. Sein Studium der Wirtschaftswissenschaften am Pembroke College der Universität Cambridge schloss er als Master of Arts ab. Inzwischen ist er Direktor des Schiffsmaklerunternehmens H. Clarkson & Co. Seit dem 4. Juli 2007 ist er Alderman der City of London. Evans war von 2012 bis 2013 Sheriff of London.
Er ist seit 8. Juli 2015 als Crossbencher Mitglied des House of Lords; bei der durch das Ausscheiden von William Lloyd George, 3. Viscount Tenby, der gemäß den Regelungen des House of Lords Reform Act 2014 freiwillig in den Ruhestand getreten war, notwendig gewordenen Nachwahl von Hereditary Peers für das Lords wurde Mountevans im Juli 2015 ins Oberhaus gewählt.
Seit dem 13. November 2015 war er für die Dauer eines Jahres Bürgermeister der City of London (Lord Mayor of London). Am 14. November 2015 absolvierte er seine traditionelle Einführungsparade, die Lord Mayor's Show.
Er engagiert sich in verschiedenen gemeinnützigen Vereinigungen, so ist er unter anderem Treuhänder des King George’s Fund for Sailors, Präsident der City of London Sea Cadets, Vorstandsmitglied der White Ensign Association, Vorsitzender (Chairman) von Maritime London, Altzunftmeister (Past Prime Warden) der Worshipful Company of Shipwrights und Honorary Fellow des Institute of Chartered Shipbrokers (FICS). 2015 wurde er zudem als Knight of Justice in den Order of Saint John aufgenommen.

## Ehe und Nachkommen
Seit 1972 ist er mit The Hon. Juliet Wilson, der Tochter des Hochkommissars Richard Wilson, 2. Baron Moran, verheiratet.
Mit ihr hat er zwei Söhne, The Hon. Alexander Evans (* 1975; der Titelerbe) und The Hon. Julian Evans (* 1977).